# Odontoglossum andersonianum
Odontoglossum andersonianum là một loài thực vật có hoa trong họ Lan. Loài này được Rchb.f. mô tả khoa học đầu tiên năm 1868.